# الفروع في الفقه الحنبلي
الفروع في الفقه الحنبلي هو أحد كتب الفقه الحنبلي، ألفه الفقيه الحنبلي شمس الدين محمد بن مفلح، يعد كتاب الفروع لابن مفلح من أفضل الكتب التي دونت أقوال العلماء في كثير من المسائل التي يتعرض لها الناس، والإمام يسرد المسائل على حسب الكتب والأبواب الفقهية بأسلوب سهل ورصين، ويتميز كتابه بأنه لم يهمل أقوال المذاهب الفقهية وخلافهم مع المذهب الحنبلي لأنه حنبلي المذهب، وهو يتعرض لها بنزاهة وأدب عال.
يقول الإمام شمس الدين محمد بن مفلح في مقدمة كتابه:
| الفروع في الفقه الحنبلي | فهذا كتاب في الفقه على مذهب الامام ابى عبد الله احمد بن محمد بن حنبل الشيبانى رضى الله عنه اجتهدت في اختصاره وتحريره ليكون نافعا وكاينا للطالب | الفروع في الفقه الحنبلي |

## محتويات الكتاب
تضمن الكتاب عدداً من الكتب وزعت على عدة مجلدات، وتشمل هذه الكتب:
1. كتاب الطهارة.
2. كتاب الصلاة.
3. كتاب الجنائز.
4. كتاب الزكاة.
5. كتاب الصيام.
6. كتاب المناسك.
7. كتاب البيع.
8. كتاب الشركة.
9. كتاب الوصايا.
10. كتاب الفرائض.
11. كتاب العتق.
12. كتاب النكاح.
13. كتاب الطلاق.
14. كتاب العدد.
15. كتاب النفقات.
16. كتاب الجنايات.
17. كتاب الديات.
18. كتاب الحدود.
19. كتاب الجهاد.
20. كتاب الأطعمة.
21. كتاب الصيد.
22. كتاب الأيمان.
23. كتاب القضاء.
24. كتاب الشهادات.
25. كتاب الإقرار.

## مزايا الكتاب
أهم مزايا الكتاب:
1. جمع فيه المؤلف الأقوال والروايات في المذهب.
2. أشار فيه المؤلف إلى نقاط الاتفاق والخلاف مع باقي أئمة المذاهب الثلاثة الأخرى.
3. كاتبه شمس الدين بن المفلح، أحد أهم أئمة المذهب الحنبلي وأكثرهم علماً بالمذهب.
4. للكتاب أهمية كبيرة عند فقهاء المذهب الحنبلي فكتبوا عنه كتباً متعددة (في فقرة كتب على الكتاب).

## منهج المؤلف في الكتاب
شمل في مقدمته منهجه في الكتاب، حيث جاء فيها:
1. التجرد عن الدليل والتعليل: وعلل ذلك لتسهيل الحفظ والفهم على الراغب.
2. جمع أقوال المَذْهَبِ المختلفة في المسائل المطروحة، وكان يقدم الراجح منها.
3. إن اختلف الترجيح في تلك الروايات، كان يطلق الخلاف.
4. استخدم الرموز للتعبير عن مسائل الإجماع، وعن خلاف ووفاق الأئمة الثلاثة. فكتب: «فعلامة ما أجمع عليه (ع) وما وافقنا عليه الأئمة الثلاثة [رحمهم الله تعالى] أو كان الأصح في مذهبهم (و) وخلافهم (خ) وعلامة خلاف أبي حنيفة (هـ) ومالك (م) فإن كان لأحدهما روايتان فبعد علامته (ر) وللشافعي (ش) ولقوليه (ق) وعلامة وفاق أحدهم ذلك، وقبله (و).»
5. في حال إمكانية الجمع بين رأيين في المذهب كان يجمعهما، ولو كان بحمل العام على الخاص.
6. إن لم يستطع جمع قولين مختلفين في مسألة يختار الأحدث منهما، فتكون ناسخة للأقدم.
7. إن لم يستطع جمع قولين مختلفين في مسألة، ولم يستطيع تحديد أقدمها، يقدم الأقرب إلى الأدلة.
8. فسر فيه كثيراً من الكلمات المستخدمة. مثلاً عند ذكر حكمين وبعدهما «هذا أهون» أو «هذا أشد» وغير ذلك، فهما سواء في الحكم الفقهي. وغير ذلك.

## أقوال في الكتاب
وقال ابن عبد الهادي (ت:909هـ) في الجوهر المنضد عن الفروع: «هو مكنسة المذهب، سمعت ذلك من شيخنا أبي الفرج».
وقال ابن بدران ص223: «قال في كشف الظنون: أجاد فيه وأحسن على مذهبه».
قال فيه ابن حجر العسقلاني في الدرر الكامنة: «صنف الفروع في مجلدين أجاد فيهما إلى الغاية، وأورد فيه من الفروع الغريبة ما بَهَرَ به العلماء».

## كتب كُتبت على الكتاب
1. كتاب «المقصد المنجح لفروع ابن مفلح» وهو شرحٌ كتبه أحمد بن أبي بكر بن العماد الحموي المعروف بابن الرسام.
2. كتاب «نهاية الحكم المشروع في تصحيح الفروع» وهو تصحيح للخلاف، ألفه يوسف محمد المرداوي الحنبلي.

وقد ألف على الكتاب الكثير لأهميته ولاعتناء العلماء به، فمما أُلف عليه:[بحاجة لمصدر]

### حواشٍ ألفت على الفروع
ممن ألف حواشيَ على الفروع:
1. إسماعيل البعلي.
2. جلال الدين نصر الله البغدادي.
3. المحب أحمد بن نصر الله البغدادي المصري.
4. تقي الدين ابن قُنْدس البعلي: وحاشيته أشهر حواشي الفروع وأغناها، وقد جرَّدها في مجلد ضخم تلميذه أبو بكر الجُرّاعي (ت:883هـ). قال عنها ابن بدران ص224: «بها من التحقيق والفوائد ما لا يوجد في غيرها».
5. ابن زهرة الحمصي عبد الله بن أبي بكر.
6. موسى الحجاوي.

### تصحيحات واستداراكات
ممن كتب في هذا:
1. جمال الدين أبو المحاسن يوسف بن ماجد المرداوي في «النهاية في تصحيح الفروع»
2. ابن مُغْلِي علي بن محمود السَّلْمَاني ثم الحموي ثم القاهري.
3. ابن مغلي (سابق الذكر) له كتاب آخر تحت عنوان: «المستدرك على الفروع»
4. علاء الدين المرداوي في «تصحيح الفروع».

### اختصارات على الكتاب
ممن اختصره:
1. يوسف بن محمد بن عمر المرداوي، فألف كتابين هما: «الحلوى»، و«تجريد الفروع».
2. أبو بكر الجراعي، وألف في ذلك «غاية المطلب في معرفة المذهب».
3. علاء الدين المرداوي، حيث ألف «مختصر الفروع».